# Četyre Pal'ca
L'isola Četyre Pal'ca (in russo Четыре Пальца?; in italiano significa "quattro dita") è una piccola isola della Russia nel mare di Ochotsk. Si trova nella baia della Gižiga, all'interno del golfo di Šelichov, a soli 4 km a sud-ovest di capo Rifovyj (мыс Рифовый). Appartiene amministrativamente al Severo-Ėvenskij rajon, dell'oblast' di Magadan. Un'altra piccola isoletta si trova a nord-ovest, l'isola Tajnočin (остров Тайночин), vicino al capo omonimo.